# No más lágrimas
«No más lágrimas» es el título del séptimo sencillo del grupo español Héroes del Silencio y único que se extrajo del álbum En directo. 
La versión en directo de esta canción se grabó en Villanueva del Arzobispo (Jaén) y se mezcló en los estudios Eurosonic de Madrid. Los componentes del grupo desearon editar este directo para rescatar el sonido que manejaba Héroes en directo y que no pudieron plasmar en su anterior álbum, El mar no cesa.

## Lista de canciones
1. «No más lágrimas»
2. «No más lágrimas» (directo)

## Créditos
- Juan Valdivia — guitarra.
- Enrique Bunbury — voz y guitarra acústica.
- Joaquín Cardiel — bajo eléctrico y coros.
- Pedro Andreu — batería.